# 나이저강 삼각주

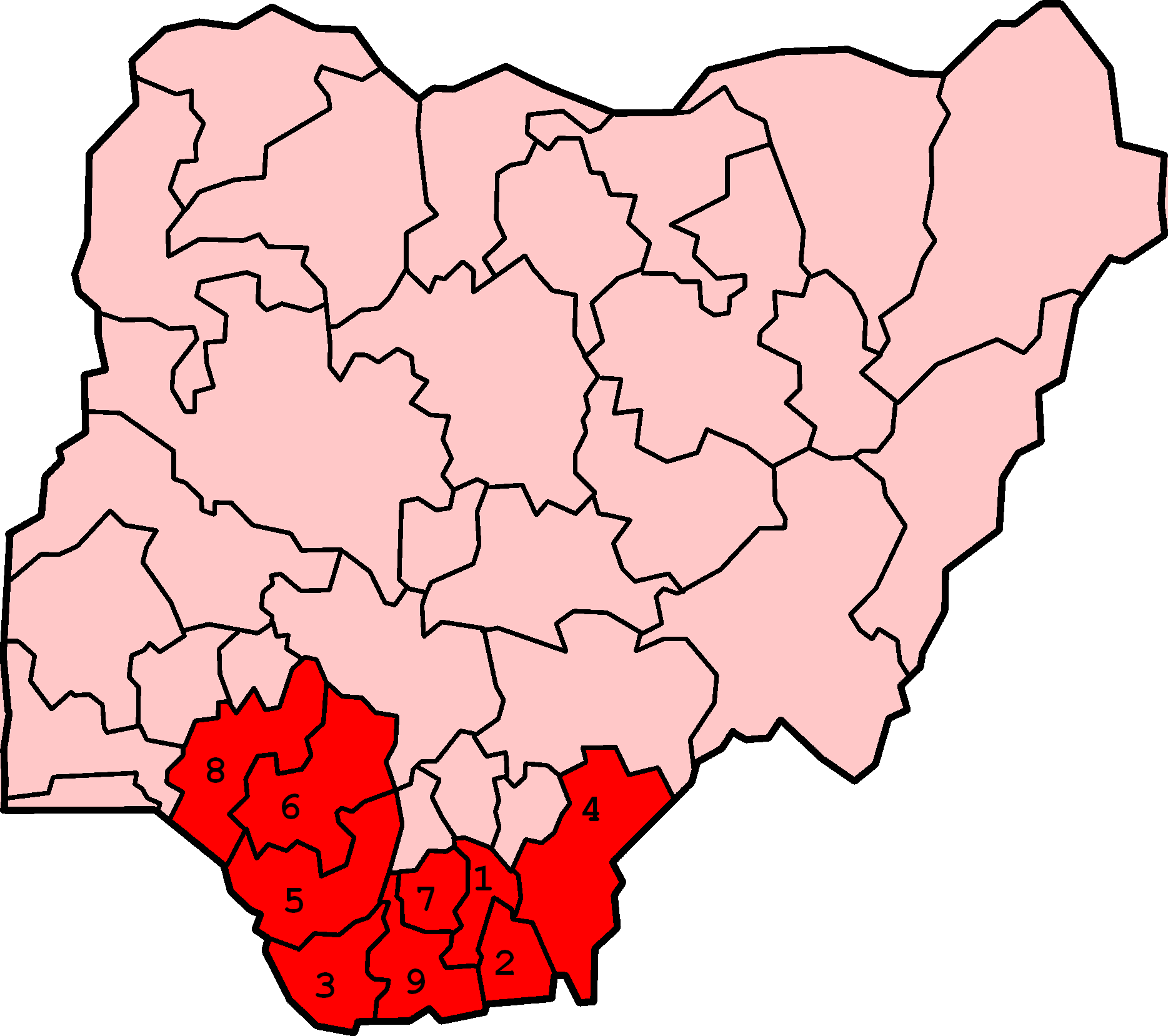
나이저 델타에 위치한 주. 각각 1:아비아주, 2:아콰이봄주, 3:바이엘사주, 4:크로스리버주, 5:델타주, 6:에도주, 7:이모주, 8:온도주, 9:리버스주.

나이저 델타(Niger Delta)는 나이지리아의 대서양에 있는 기니만에 바로 위치한 니제르 강의 삼각주이다. 그것은 일반적으로 남부 지역의 6개 주, 남서 지역의 1개 주(온도주), 그리고 남동 지역의 2개 주(아비아주 및 이모주)를 포함한 9개 연안 남부 나이지리아에 위치하는 것으로 간주된다. 이 지역을 커버하는 모든 주들 중에서 크로스리버주만이 석유 생산 지역이 아니다.
나이저 델타는 한때 팜유의 주요 생산지였기 때문에 때로는 오일 강(Oil Rivers )이라고 불리는 매우 인구 밀도가 높은 지역이다. 이 지역은 1885년부터 1893년까지 영국 석유 강 보호구역으로 확대되어 나이지리아 해안 보호구역이 되었다. 델타 삼각주 지대는 석유가 풍부한 지역이며, 오염에 대한 국제적인 논란의 중심이었다.